# 쿵쉐얼
쿵쉐얼(중국어 간체자: 孔雪儿, 정체자: 孔雪兒, 병음: Kǒng Xuěér, 한자음: 공설아, 영어: Snow Kong／Sherry Kong, 1996년 4월 30일~)은 중화인민공화국의 가수, 무용가, 배우이다. 중국의 걸 그룹 THE9의 일원이다. 소속사는 MOUNTAINTOP이다. 팬덤명은 「설화」 (雪花)이며, 상징색은 「스노우 블루」 (青雪色)이다.  

## 경력
1996년 후베이성 첸장시에서 태어났다.
2012년 쿵쉐얼은 대한민국의 연예 기획사 JYP 엔터테인먼트의 연습생 선발 프로그램에 참가하여, 합격자 중에 한 명이 되었다. 3년의 연습 기간을 걸쳐 기획사를 떠나게 되었다.
2016년 5월 28일, 저장위성TV와 CJ E&M의 공동 제작 걸 그룹 결성 프로젝트 서바이벌 프로그램 《꿀벌소녀대》에 참가하여, 최종 데뷔하였다.
2020년 3월 12일, 동영상 사이트 플랫폼 아이치이에서 주최한 걸 그룹 결성 프로젝트 서바이벌 《청춘유니 시즌 2》에 참가하였다. 5월 30일, 최종 순위 발표식에서 '제8위'를 차지하여, 프로젝트 걸 그룹 THE9의 일원이 되었다. 7월 31일. 동영상 사이트 플랫폼 아이치이의 웹드라마 《일근목두》 (一根木头)에 조연으로 출연하였다. 극 중의 역할은 '두흔열(杜欣悦)'이다.

## 영상 작품

### 드라마
| 방영일          | 방송사   | 프로그램 명칭                                   | 배역                     | 각주 |
| 2020년 7월 30일 | 아이치이 | 《일근목두》 (一根木头) (Hello Debate Opponent) | 두흔열 (두신웨) (杜欣悦) | 조연 |